# Alessio Pasquini
Alessio Pasquini (Cavriglia, 21 febbraio 1930 – Arezzo, 23 aprile 2011) è stato un politico italiano.

## Biografia
È nato a Meleto, frazione di Cavriglia, un piccolo paese sito nel Valdarno aretino, il 21 febbraio 1930. Il padre faceva il minatore nelle miniere di lignite di Castelnuovo dei Sabbioni. Da piccolo frequentò la chiesa come chierichetto. Molto legato al parroco Don Giovanni Fondelli [1], recitò in rappresentazioni sacre che furono per lui motivo di grande crescita culturale e sociale.
Scampò miracolosamente all'eccidio nazista avvenuto a Meleto il 4 luglio 1944, abbandonando, assieme al padre, il piccolo centro abitato appena un'ora prima dell'arrivo dei tedeschi. I nazisti uccisero e poi bruciarono 93 abitanti maschi di Meleto, tra cui i cugini di suo padre e il parroco, che il 25 giugno 1990 fu insignito di medaglia d'oro al valor militare alla memoria. La famiglia non tornò più a vivere a Meleto e si trasferì a San Giovanni Valdarno, nella frazione del Porcellino.
Dal 1947 ha fatto parte della segreteria del sindacato dei minatori di Castelnuovo dei Sabbioni, avendo modo di conoscere alcune persone fondamentali per la sua formazione politica: Libero Santoni (Segretario del Sindacato ed ex capo partigiano), Ezio Beccastrini (Segretario della Camera del Lavoro ed ex partigiano della Brigata Sinigaglia) e Priamo Bigiandi [4] (in quel momento Sindaco di Cavriglia ed ex capo del Comitato di liberazione nazionale del Valdarno).
Nel 1949 il giovane Alessio Pasquini aderì alla Federazione Giovanile Comunista Italiana, trasferendo la sua residenza ad Arezzo. L'organizzazione giovanile del PCI era guidata a livello nazionale da Enrico Berlinguer e Pasquini ne divenne segretario provinciale fino al 1952.
Nel 1956 fu scelto per frequentare, a Mosca, la scuola per stranieri del Partito Comunista dell'Unione Sovietica (P.C.U.S.) e all'inizio del 1957 partì con un lungo viaggio in treno per la capitale sovietica. Rimase in Russia per quasi quattro anni, studiando storia, dottrine politiche e filosofia assieme alla lingua russa. Gli studenti erano giunti in Russia in modo clandestino e quindi non potevano tornare nei paesi di origine se non alla fine dei corsi. Inoltre non potevano neanche telefonare in patria e dovevano scrivere ai familiari utilizzando uno pseudonimo. Erano poi costantemente sorvegliati e minacciati dai servizi segreti russi, il KGB.
Tornò in Italia nel 1960 riprendendo la sua attività politica nel PCI di Arezzo, ma il suo disincanto verso i paesi del cosiddetto “Comunismo reale” era enormemente accresciuto e in lui si era radicata la convinzione della giustezza della “via italiana al socialismo” indicata da Togliatti.
Dopo una lunga esperienza nella Camera del Lavoro Unitaria (nel triennio 1947-1949, poi dal 1954 al 1956 e infine dal 1960 al 1962), dove guidò in particolare le lotte dei contadini mezzadri della provincia di Arezzo, fu eletto nel 1963 segretario provinciale del Partito Comunista di Arezzo, carica che ricoprì fino al 1970 .
Gli anni Sessanta furono caratterizzati in Italia dall'alleanza fra democristiani e socialisti nel primo centro sinistra. Anche in Toscana molte giunte rosse (così erano chiamate le alleanze locali fra comunisti e socialisti) si ruppero e sorsero amministrazioni di centrosinistra con i comunisti all'opposizione. L'impegno di Alessio Pasquini, come segretario provinciale, fu quello di contrastare ogni spinta estremista all'interno del suo partito e di salvaguardare l'alleanza con il P.S.I. in tutte le amministrazioni locali . Nel 1968 la maggioranza social-comunista al Comune di Arezzo si ridusse in consiglio comunale ad un'unità, ma l'alleanza di sinistra, con Sindaco il socialista Aldo Ducci, non si ruppe. Alessio Pasquini ricopriva in quegli anni anche la carica di capogruppo del PCI in consiglio comunale.
Alla fine degli anni Sessanta chiuse ad Arezzo la storica fabbrica metalmeccanica Sacfem, che aveva il proprio stabilimento all'interno della città. Alessio Pasquini, assieme ad altri, si oppose alla proposta, avanzata dell'azienda, di sfruttamento edificatorio intensivo della zona, riuscendo ad imporre la realizzazione di un grande parco che occupò una notevole porzione dell'area produttiva (oggi Parco Pertini).
La battaglia fu aspra e Alessio Pasquini si creò molti nemici. Anche per questo nel 1970 si trasferì a Firenze in Segreteria Regionale. Nel 1970 infatti si era votato per le Regioni per la prima volta.
Nel 1973 fu eletto, primo aretino, segretario regionale del PCI in Toscana, carica che mantenne fino al 1977. Erano gli anni iniziali del compromesso storico. Alessio Pasquini fu protagonista di una stagione di grande dialogo fra le culture comunista, socialista e cattolica in Toscana, che anticipò quella della solidarietà nazionale.
Nonostante questo Alessio Pasquini non riuscì a entrare in direzione nazionale al congresso nazionale di Roma del 1975, come sarebbe stato naturale per il segretario di una grande regione rossa come la Toscana.
Alle elezioni regionali del 15-16 giugno 1975 fu eletto nella circoscrizione di Arezzo, nella lista del Partito Comunista Italiano ottenendo 6.864 preferenze. Nel corso del suo mandato, fino all'aprile 1979, data delle sue dimissioni per candidarsi alle elezioni politiche, fece parte della commissione Agricoltura, della commissione speciale per e della commissione speciale per la CEE.
Nel 1979 venne eletto alla Camera dei Deputati, dove andò a far parte della Commissione esteri, presieduta prima da Francesco Cossiga e poi da Giulio Andreotti.
Entrò anche a far parte della Commissione esteri del PCI, diretta da Giorgio Napolitano, con il quale lavorò assiduamente, assieme a Gian Carlo Pajetta e Antonio Rubbi. Si occupò in particolare della politica di aiuti al terzo mondo.
Nel 1983 fu eletto al Senato della Repubblica, dove andò a far parte sempre della Commissione esteri, rimase in carica fino al 1987, quando terminò la sua carriera parlamentare.
È morto ad Arezzo il 23 aprile 2011, all'età di 81 anni.